# Одзава, Ари
Ари Одзава (яп. 小澤 亜李 Одзава Ари, род. 10 августа 1992 года, Токио) — японская сэйю.

## Об артистке
Родилась 10 августа 1992 года в Токио, Япония.
Работает в агентстве I’m Enterprise. На одиннадцатой церемонии Seiyu Awards 2017 года удостоилась награды в категории «Лучшая начинающая актриса».
В 2020 году вышла замуж за музыканта Hige Driver, вместе с которым работала над аниме Monthly Girls' Nozaki-kun и Monster Musume. Одзава занималась озвучиванием персонажей, а Драйвер был автором слов и музыки к заглавным композициям фильмов. Также известна своими ролями в аниме Bang! Dream, The Asterisk War и Plunderer.

## Роли

### Аниме-сериалы
2013
- Otorimonogatari' — официантка (21 серия)
- Ro-Kyu-Bu! — Вакана Китано (10-12 серии)
- Samurai Flamenco — женщина (5 серия)

2014
- Danna ga Nani o Itteiru ka Wakaranai Ken — сотрудница Каору (11 серия)
- Donten ni Warau — Тэнка Кумо (в молодости; 5, 8 серии), сын Камбаяси (1, 6, 10 серии), знакомая (9 серия)
- Gekkan Shoujo Nozaki-kun — Тиё Сакура
- Gochuumon wa Usagi Desu ka? — школьница (4 серия)
- No-Rin — диктор (6 серия)
- Rokujouma no Shinryakusha!? — школьница (2 серия)
- Yuuki Yuuna wa Yuusha de Aru — одноклассница (1 серия)
- «Бездомный бог» — Цугуха
- «Твоя апрельская ложь» — Комуги (17-18 серии)

2015
- Aquarion Logos — Каран Уминаги
- Classroom Crisis — Мидзуки Сэра
- Etotama — Уматан
- Gakkou Gurashi — Куруми Эбисудзава
- Gakusen Toshi Asterisk — Кирин Тодо
- High School DxD BorN — Миликас Гремори
- Houkago no Pleiades — Рин (2 серия), Мири (3 серия)
- Jewelpet: Magical Change — Айри Кирара
- Junketsu no Maria — Регулис (5-7 серии), кошка (9-10 серии)
- Komori-san wa Kotowarenai! — Мэгуми Ниситори
- Lance N' Masques — Макио Кидоин
- Mikagura Gakuen Kumikyoku — Отонэ Фудзисиро
- Monster Musume — Папи
- Ore Monogatari!! — Кодзима
- The Rolling Girls — Нодзоми Моримото
- Wakaba Girl — Вакаба Кохаси
- «Бездомный бог» [ТВ-2] — Цугуха

2016
- Active Raid: Kidou Kyoushuushitsu Dai-Hakkei — Асами Кадзари
- Bubuki Buranki [ТВ-1 и 2] — Коганэ Асабуки
- Flying Witch — Ал
- Gakusen Toshi Asterisk (2 сезон) — Кирин Тодо
- High School Fleet — Руна Суруга
- Kono Bijutsubu ni wa Mondai ga Aru! — Мидзуки Усами
- Koukaku no Pandora — горничная
- Saijaku Muhai no Bahamut Айри Аркадия
- Stella no Mahou — Аямэ Сэки
- Working!! — Нагата Руи

2017
- ID-0 — Фа-лузер
- Roku de Nashi Majutsu Koushi to Akashic Records — Риэль Рэйфорд

### OVA
- One-Punch Man (2015) — Лили (5 серия)

### ONA
- Robot Girls Z+ (2015) — Гай но Дзё
- Bastard!! (2022) — Шон Хари

### Анимационные фильмы
- Pop in Q (2016) — Асахи Омити

### Видеоигры
- Atelier Firis: the Alchemist and the Mysterious Journey — Дроссел Вайссберг
- Caligula — Наруко Морита
- Chou Ginga Sendan -Infinity- — Нацунэ Айюи
- Dream C Club Gogo. — Андзю
- Fire Emblem Heroes — Фаэ, Лилина, Серра
- Granblue Fantasy — Саая
- Genshin Impact — Сян Лин
- Kantai Collection — Принц Ойген, Акидзуки, Новаки
- Sword Art Online Integral Factor - Koharu